# Line S. Jensen
Line Sigvardsen Jensen (oftest nævnt Line S. Jensen) (født 23. august 1991) er en tidligere professionel dansk fodboldspiller.
Hun spillede senest for topklubben Fortuna Hjørring i den bedste danske fodboldrække for kvinder 3F-Ligaen, og for Danmarks kvindefodboldlandshold.

## Karriere

### Klub
Line Jensen begyndte sin seniorkarriere i B52/Aalborg i 2006, før hun i 2008 skiftede til den danske storklub Fortuna Hjørring. Her nåede hun at spille 240 kampe, vinde tre danske mesterskaber og en pokaltitel, før hun skiftede til sin nuværende arbejdsgiver Washington Spirit i USA i sommeren 2016. En skade under EM i 2017 betød, at hun nu stod over for en operation og en længere genoptræningsperiode. Washington Spirit tilbød hende en 2-årig kontrakt, som hun takkede nej til. 
Den 10. juli 2018 annoncerede Fortuna Hjørring, at Line S. Jensen nu igen er en del af klubben, og at hun fra den kommende sæson igen vil tørne ud for klubben i hendes gamle rygnummer 7.

### Landsholdet
Line Jensen har også en lang landsholdskarriere bag sig. Hun har både spillet for det danske U/17-, U/19- og A-landshold. I 2008 var Line Jensen med til at føre Danmarks U/17 landshold til kvartfinalen ved det første U/17 VM for kvinder i New Zealand. Den 24. oktober 2009 fik hun debut på det danske A-landshold i en VM-kvalifikationskamp mod Georgien, som Danmark vandt 15-0. 
I 2013 var hun med til at bringe Danmark i semifinalen ved EM i Sverige, hvor danskerne tabte til Norge efter straffesparkskonkurrence. Hun var også med til EM i 2017 i Holland, hvor hun var en af de bærende kræfter, indtil hun i semifinalen mod Østrig måtte udgå med en knæskade, der viste sig at være et overrevet korsbånd og derfor betød, at hun ikke kunne deltage i finalen.

## Hæder

### Klub
Fortuna Hjørring
Danmarksmester
- Elitedivisionen: 2009–10

Toer
- Elitedivisionen: 2011–12, 2012–13
- DBUs Landspokalturnering: 2012–13

### Personlig
I 2009 blev hun kåret som årets talent af DBU ved Dansk Fodbold Award.